# Daniel Dolan
Pour les articles homonymes, voir Dolan.
 (juin 2016).
Si vous disposez d'ouvrages ou d'articles de référence ou si vous connaissez des sites web de qualité traitant du thème abordé ici, merci de compléter l'article en donnant les références utiles à sa vérifiabilité et en les liant à la section « Notes et références ».
Daniel Lytle Dolan, né à Détroit dans le Michigan le 28 mai 1951 et mort le 26 avril 2022, est un prêtre traditionaliste américain sédévacantiste. Il est l'un des fondateurs de la Société de Saint Pie V.

## Biographie
Daniel Dolan commence sa préparation au sacerdoce en 1965, au petit séminaire archiépiscopal de Détroit et poursuit ses études au sein de l'ordre cistercien puis au séminaire de la Fraternité Saint-Pie-X à Écône en Suisse où il est ordonné prêtre par Marcel Lefebvre, le 29 juin 1976. 
Au début de 1983, Lefebvre invite les prêtres américains de la Fraternité sacerdotale Saint-Pie-X à suivre les livres liturgiques de 1962. Il insiste également pour qu'ils affirment publiquement leur allégeance au pape Jean-Paul II, ce que n'acceptent pas ceux d'entre eux qui sont sédévacantistes. Neuf prêtres américains, y compris le père Dolan, refusent de s'y conformer, et sont sur-le-champ expulsés de la FSSPX. Ils constituent alors la Société de Saint Pie V. 
Daniel Dolan continue son travail dans son église de West Chester en Ohio.
Daniel Dolan exerce dans son église à Cincinnati en Ohio et s'occupe aussi de communautés sédévacantistes aux États-Unis, au Mexique et en Europe.
Il meurt le 26 avril 2022.